# Marcus Thuresson
Marcus Thuresson, född 31 maj 1971 i Tyringe, Kristianstads län, är en svensk före detta professionell ishockeyspelare i Tre Kronor. Hans moderklubb är Tyringe SoSS. Han är farbror till ishockeyspelaren Andreas Thuresson.